# Fortaleza de Bergenhus
La fortaleza de Bergenhus (el sufijo -hus se refiere a «castillo fortificado») es un conjunto histórico situado en la localidad de Bergen, Noruega. 

## Características
Bergenhus fue la residencia del rey y el centro de administración cuando Bergen era la capital de Noruega. La fortaleza contiene edificios que datan de 1240, aunque hay construcciones posteriores a la Segunda Guerra Mundial, y la mayoría del área cerrada data del siglo XIX. 
Las instalaciones de la fortaleza abarcan el área entre Koengen, al este, Bradbenken, al sur, Festningskaien al oeste y Bontelabo, al norte.
El 9 de abril de 2006, Gunnar Sønsteby (1918-2012), un excombatiente de la resistencia noruega y el ciudadano noruego más condecorado, inauguró el Museo de la Fortaleza de Bergenhus (Norwegian Bergenhus Festningsmuseum). El museo de la guerra ilustra, entre otras cosas, la época de Noruega bajo ocupación alemana.

## Galería de imágenes

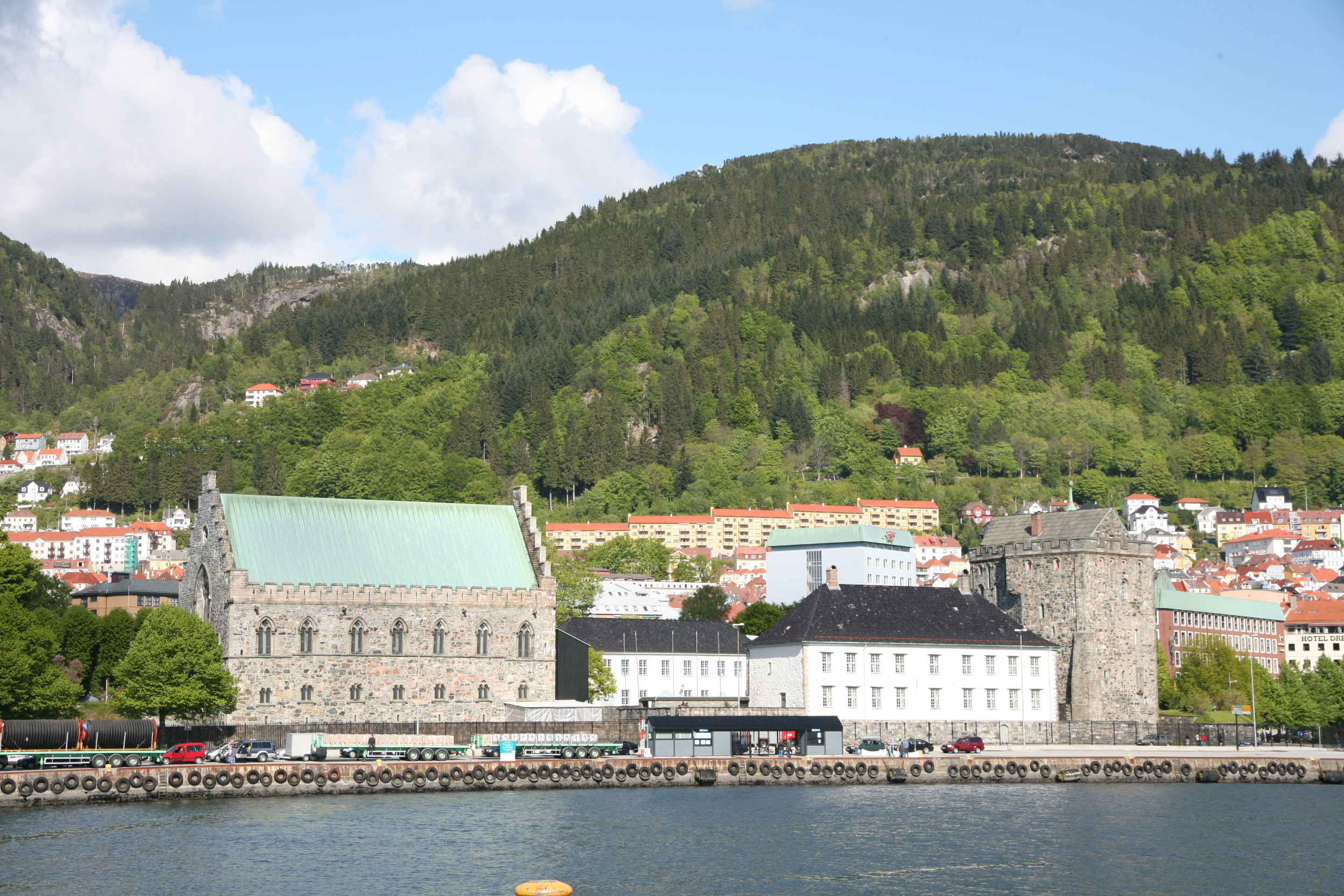
Vista general de la fortaleza de Bergenhus
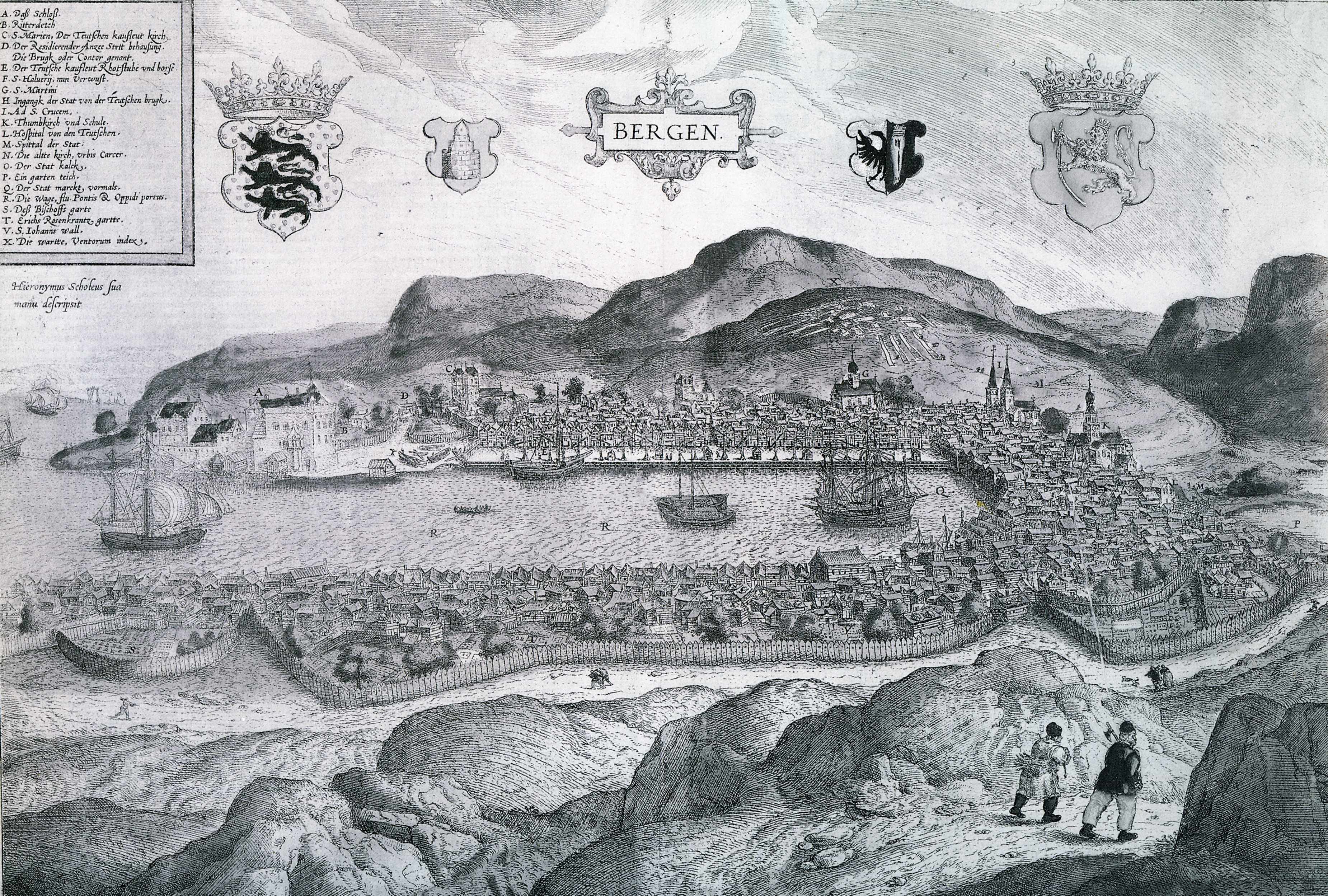
La Fortaleza se puede ver en el grabado de Hieronymus Scholes de 1580.
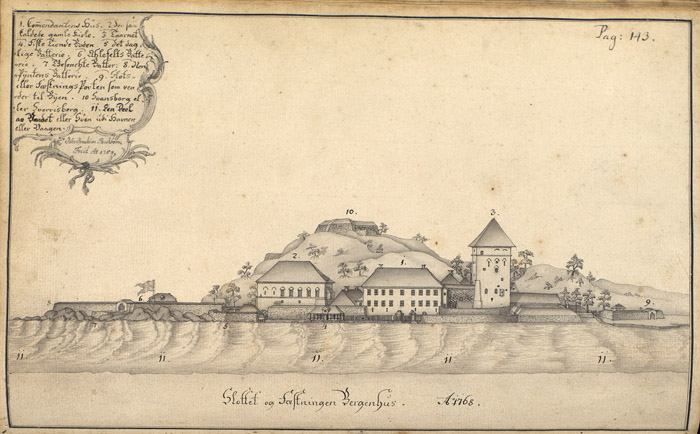
Dibujo de la Fortaleza de Bergenhus, el Salón de Haakon y la Torre Rosenkranz. Autor: J. J. Riechborns .
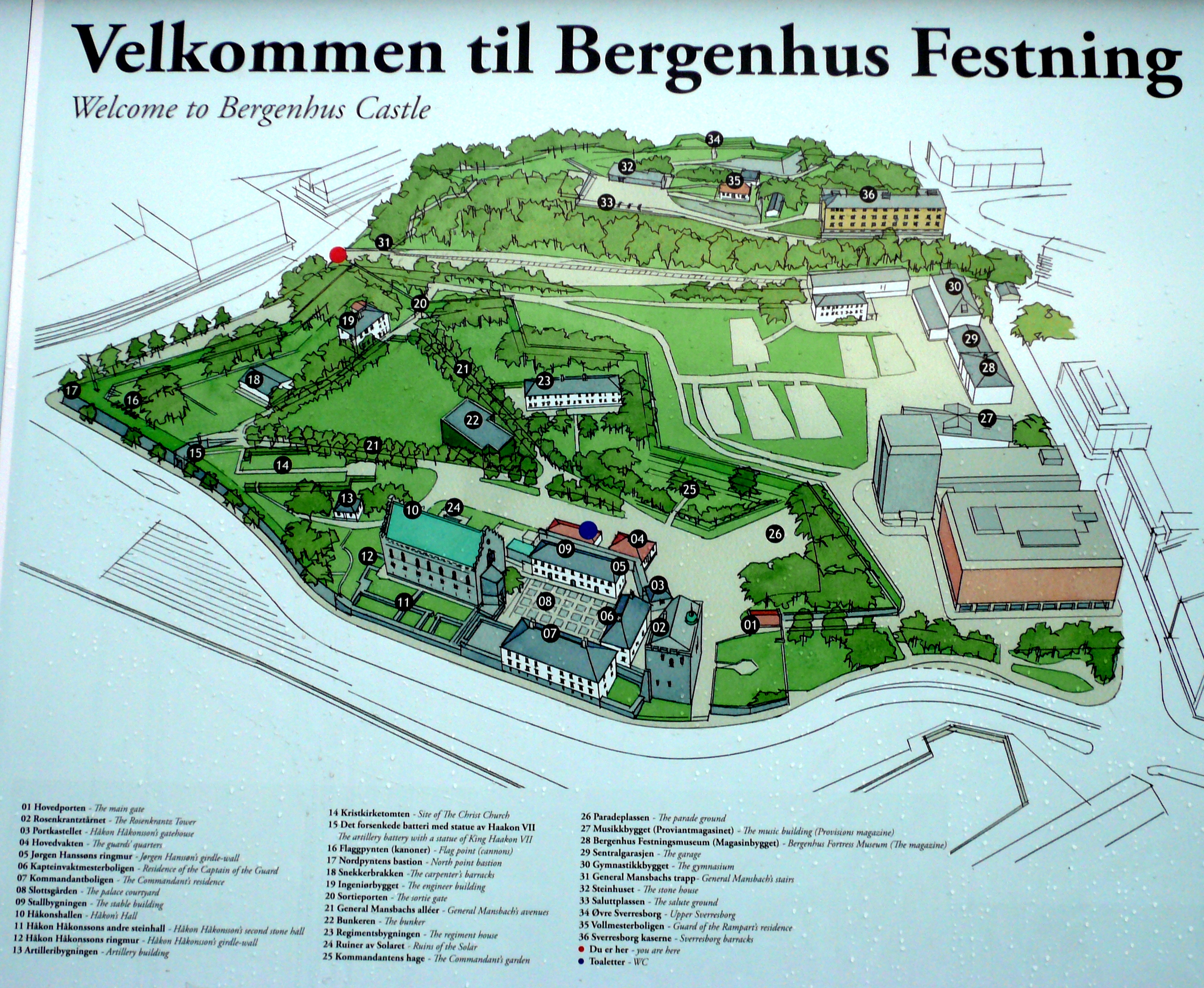
Letrero de la Fortaleza de Bergenhus en noruego e inglés con información de la zona.
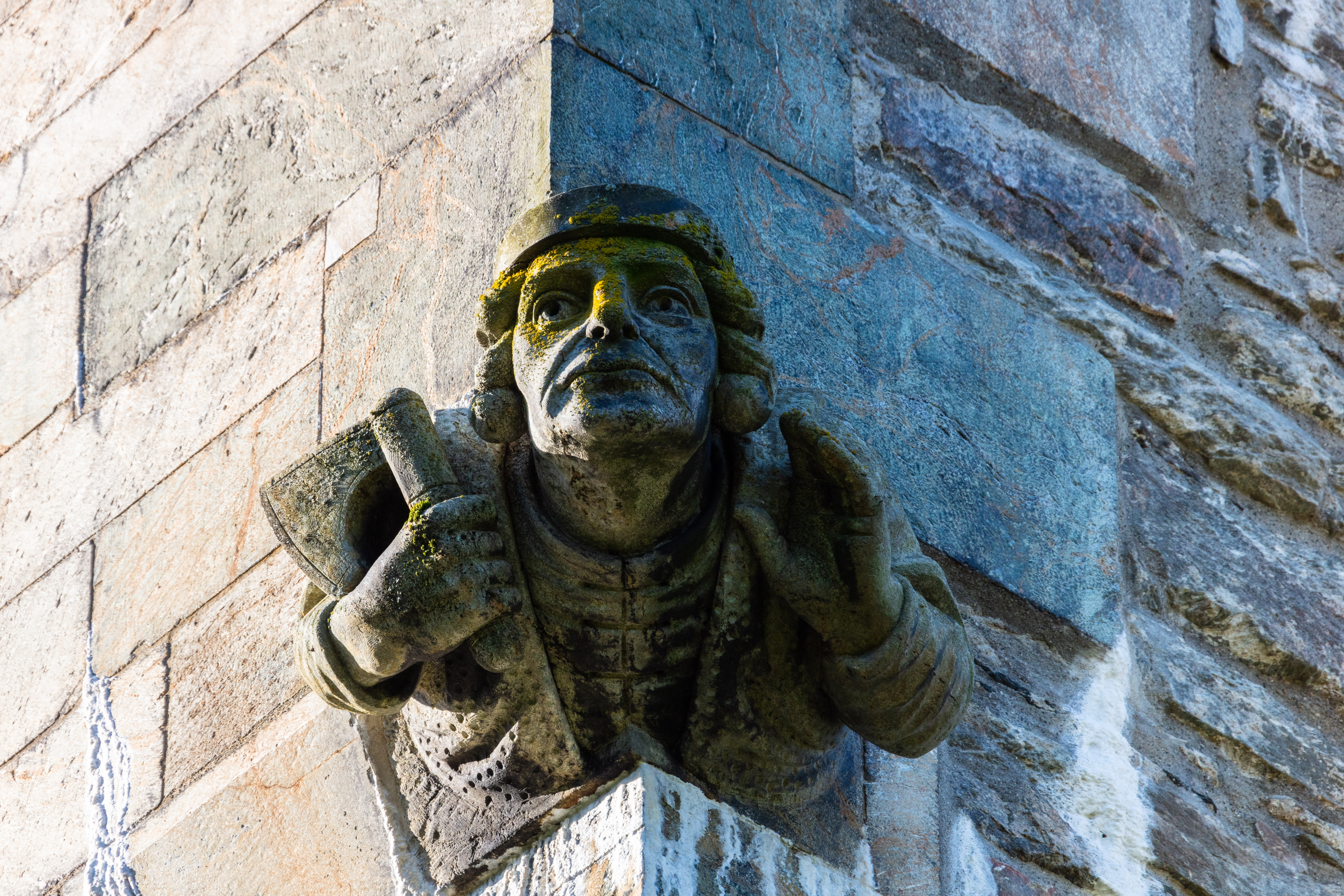
Detalle.
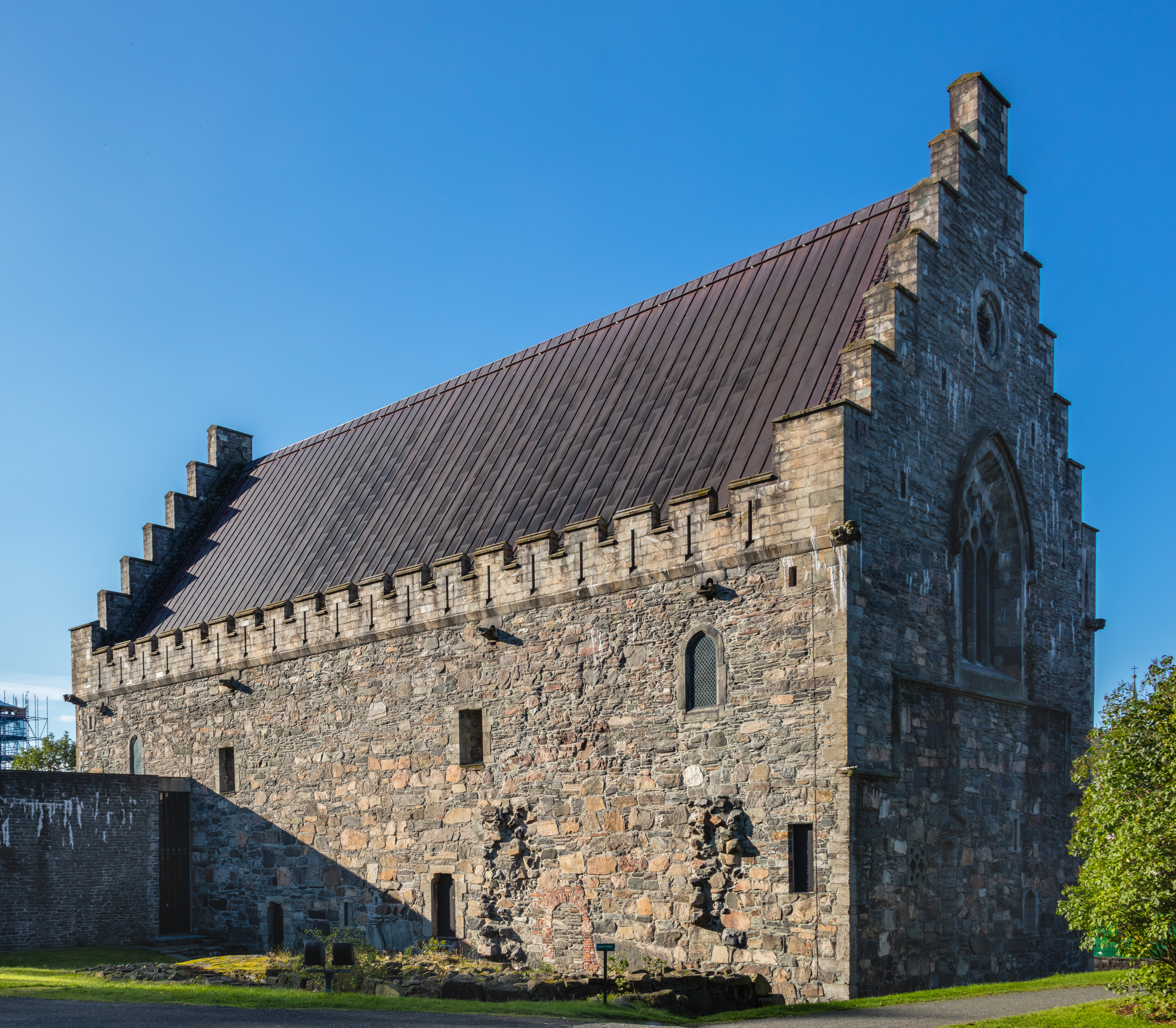
Håkonshallen.
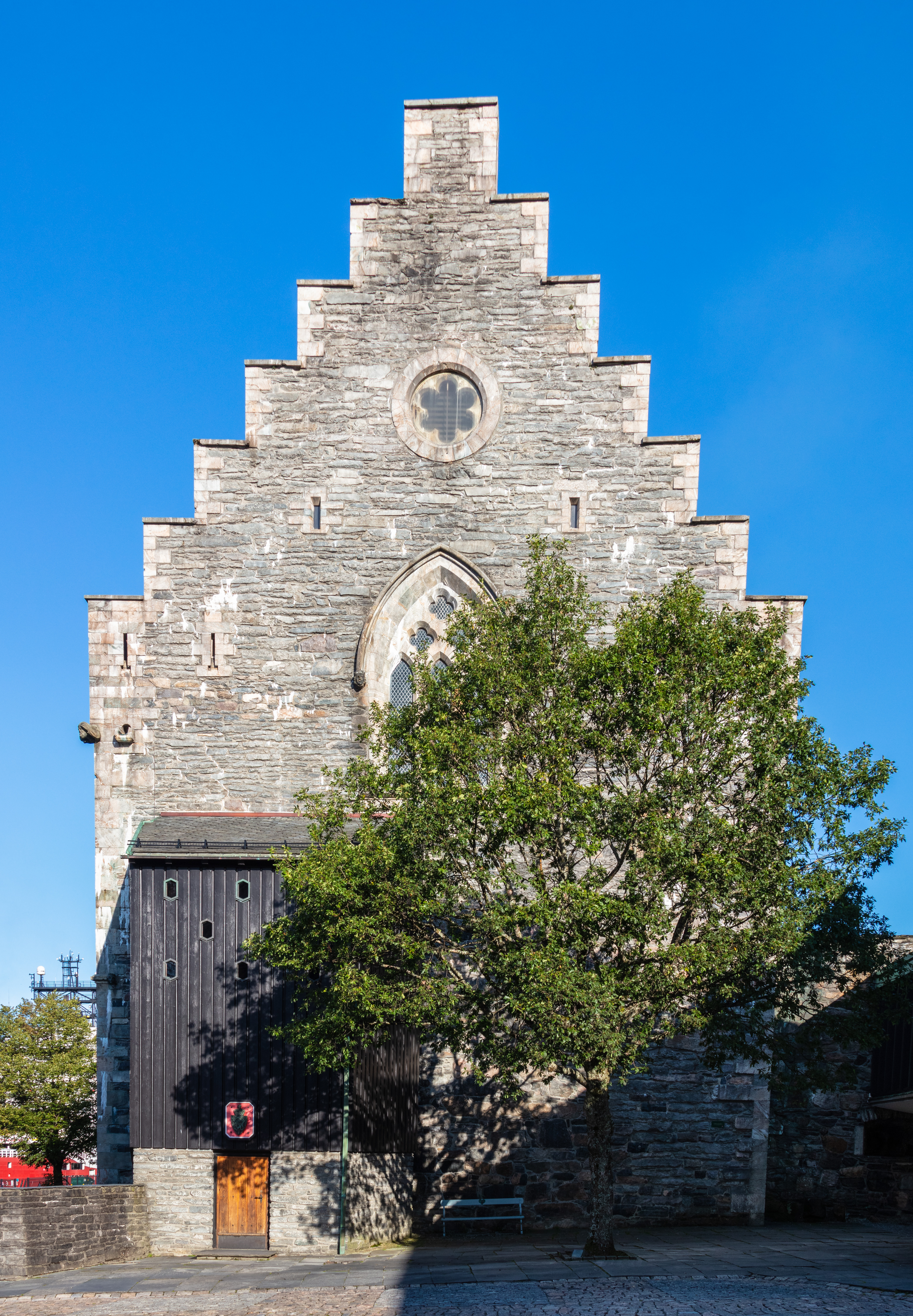
Vista frontal del Håkonshallen.

- Datos: Q583428
- Multimedia: Bergenhus festning / Q583428